# Joachim Wendt (Fechter)
Joachim Karl „Benny“ Wendt (* 18. Dezember 1962 in Spittal an der Drau) ist ein österreichischer Fechter, der fünfmal an Olympischen Spielen teilnahm und zweimal Olympiavierter mit der Florett-Mannschaft wurde. Bei Europameisterschaften gewann er eine Gold- und eine Silbermedaille sowie zwei Bronzemedaillen.

## Karriere
Joachim Wendt focht für die Fecht-Union Mödling.
Bei den Olympischen Spielen 1984 in Los Angeles erreichte die österreichische Florettmannschaft mit Joachim Wendt, Dieter Kotlowski, Georg Somloi, Robert Blaschka und Georg Loisel in ihrer Vorrundengruppe den zweiten Platz hinter den Franzosen. Nach einem Viertelfinalsieg gegen die belgische Equipe unterlag die Mannschaft im Halbfinale der Mannschaft aus der Bundesrepublik Deutschland. Im Gefecht um Bronze trafen die Österreicher wieder auf die Franzosen und wie in der Vorrunde siegten die Franzosen. Im Einzelwettbewerb schied Wendt in der dritten Runde aus.
Vier Jahre später trat Wendt bei den Olympischen Spielen 1988 in Seoul nur im Einzel an und verlor nach überstandener Vorrunde im ersten Kampf der Eliminierungsrunde gegen den sowjetischen Fechter Alexander Romankow. Bei den Fechtweltmeisterschaften 1989 belegte Wendt den vierten Platz im Einzel, 1990 in Lyon wurde er Fünfter.
1992 bei den Olympischen Spielen in Barcelona erreichte Wendt im Einzelwettbewerb das Viertelfinale und verlor dann gegen den Franzosen Philippe Omnès. Im Mannschaftswettbewerb schied die österreichische Mannschaft in der Vorrunde aus. 1993 bei den Europameisterschaften in Linz gewann Wendt den Einzelwettbewerb vor dem Deutschen Uwe Römer. Ein Jahr später bei den Europameisterschaften in Krakau erkämpfte Wendt eine Bronzemedaille im Einzel.
Bei seiner vierten Olympiateilnahme 1996 in Atlanta schied Wendt im Einzel in der zweiten Runde aus. Die Mannschaft mit Marco Falchetto, Michael Ludwig und Joachim Wendt bezwang in der Vorrunde die Gastgeber aus den Vereinigten Staaten und im Viertelfinale die Italiener. Nach der Halbfinalniederlage gegen das polnische Team unterlagen die Österreicher im Kampf um Bronze den Kubanern. 1998 bei den Europameisterschaften in Plowdiw gewann die österreichische Mannschaft mit Ludwig und Wendt die Bronzemedaille.
Zwei Jahre später bei den Europameisterschaften in Funchal erreichten die Österreicher das Finale und unterlagen dann den Portugiesen. Bei den Olympischen Spielen 2000 in Sydney waren Ludwig und Wendt nur im Einzelwettbewerb dabei, beide verloren in der zweiten Runde.
Wendt studierte an der Wirtschaftsuniversität Wien. Nach seiner aktiven Laufbahn gründete er seine eigene Fechtschule, die Fechtagentur Benny Wendt. Sein Spitzname Benny erinnert an den schwedischen Fußballspieler Benny Wendt.